# Carl Weyer (poznański tramwaj)
Poznańskie tramwaje produkcji Carl Weyer – niejednorodna grupa poznańskich tramwajów zamówiona przez Posener Strassenbahn w mieszczącej się w Düsseldorfie firmie Eisenbahnwagen- und Maschinenfabrik Carl Weyer & Cie., których dostawy rozpoczęły się w 1903 roku.

## Wagony silnikowe
Wygląd nowo zamówionych tramwajów poznańskie przedsiębiorstwo komunikacyjne oparło na użytkowych już tramwajach typu II i III. Różniły się od nich kształtem dachowych świetlików czy kształtem poręczy przy wejściu na pomosty. Były to wagony dwuosiowe, z nieoszklonymi pomostami, przedział miał w ścianie bocznej cztery zakończone łukowato okna, zaś poręcz przy wejściu w odróżnieniu od typu II i III nie łączyła podłogi z sufitem, lecz w górnej części wyginała się pod kątem 90 stopni dochodząc do ścian bocznej. Różnicę stanowiło także wyposażenie – napęd stanowiły dwa silniki o mocy 20 KM, które wraz z nastawnikami wyprodukowała firma AEG. Pierwsze osiem sztuk dostarczono w 1904 roku, otrzymały one numery 39-40 oraz 70-75. Tramwaje tej pierwszej serii można było rozpoznać po pojedynczym otworze w ostojnicy podwozia, podczas gdy dostarczone w kolejnych latach miały ich po dwa. W 1905 dostarczono 5 wagonów, które otrzymały numery 76-80, w 1906 trzy wagony (81-84), w 1907 trzy wagony (85-87), zaś w 1909 dostarczono ostatnią partię liczącą pięć sztuk (88-92). W 1910 roku zmieniono numerację poznańskich wagonów doczepnych na trzycyfrowe dodając przed dotychczasowym numerem jedynkę. W ten sposób dostarczone w 1910 roku pięć wagonów silnikowych otrzymało zwolnione przez doczepy numery 41-46, a sześć dostarczonych w 1911 roku numery 47-52.
W 1921 roku rozpoczęto modernizację wagonów silnikowych montując na pomostach przeszklone osłony czołowe oraz wyposażając je w hamulce elektrodynamiczne. Modernizację ukończono w 1928 roku. Kolejną modernizację rozpoczęto w pierwszej połowie lat 30. Wymianie uległy silniki, które zastąpiono jednostkami Siemens-Schuckert lub Brown-Boveri. Pomosty wymieniano na całkowicie zabudowane z drzwiami bocznymi – stosowano tu dwa rozwiązania, w których długość wagonu wzrastała do 9300 mm lub 9700 mm, zaś liczba miejsc stojących wynosiła po zmianach odpowiednio 26 lub 30.
W 1936 roku ponownie zmieniono numerację wagonów Carl Weyer. Zmianę obrazuje poniższa tabela
| Przed | Po | Przed | Po |
| ----- | -- | ----- | -- |
| 39    | 93 | 75    | 75 |
| 40    | 78 | 76    | 48 |
| 41    | 94 | 77    | 77 |
| 42    | 95 | 78    | 66 |
| 43    | 67 | 79    | 79 |
| 44    | 97 | 80    | 80 |
| 45    | 98 | 81    | 81 |
| 46    | 47 | 82    | 82 |
| 47    | 69 | 83    | 83 |
| 48    | 74 | 84    | 84 |
| 49    | 73 | 85    | 85 |
| 50    | 49 | 86    | 86 |
| 51    | 90 | 87    | 87 |
| 52    | 68 | 88    | 88 |
| 70    | 70 | 89    | 89 |
| 71    | 71 | 90    | 50 |
| 72    | 72 | 91    | 91 |
| 73    | 51 | 92    | 92 |
| 74    | 52 |       |    |

Inwentaryzacja przeprowadzona przez władze okupacyjne 10 września 1939 przedstawiała następujący skład wozów Carl Weyer:
- dziesięć wagonów z silnikami AEG i długimi pomostami zamkniętymi (nr 46, 72-80)
- sześć wagonów z silnikami AEG i krótkimi pomostami zamkniętymi (nr 66-71)
- piętnaście wagonów z silnikami AEG i oryginalnymi pomostami (nr 81-95)
- trzy wagony z silnikami Brown-Boveri i długimi pomostami zamkniętymi (nr 47-49)
- jeden wagon z silnikami Brown-Boveri i krótkimi pomostami zamkniętymi (nr 50)
- jeden wagon z silnikami Siemens-Schuckert i długimi pomostami zamkniętymi (nr 52)
- jeden wagon z silnikami Siemens-Schuckert i krótkimi pomostami zamkniętymi (nr 51)

W 1941 roku Niemcy zmienili numery taborowe. W nowym systemie wagony silnikowe Carl-Weyer z półotwartymi pomostami zajęły przedział 4-17, zaś te z w pełni zamkniętym pomostem przedział 18-39. W 1943 jeden z wozów silnikowych, nr 255 – prawdopodobnie według oznaczeń z 1936 roku, wóz nr 93, który z ruchu liniowego wycofano w 1940 nadając mu w niejasnych okolicznościach numer 255) został przebudowany na wagon pogotowia technicznego.
Podczas walk o Poznań w 1945, zniszczeniu uległo część taboru, w tym 17 z 37 wagonów Carl Weyer, które przemianowano w 1945 roku na typ W. Ocalały wagony o numerach 16-21 i 23-37. W tym samym roku trzy wagony z półotwartymi pomostami przekazano do Elektrycznej Kolei Dojazdowej w Warszawie, gdzie zasiliły tabor techniczny. W 1946 wagon 16 przenumerowano na 22 w związku z wprowadzeniem do ruchu wozów zakupionych w Szczecinie, w tym tramwaju typu Niesky który otrzymał właśnie numer 16. W 1947 roku wagon o numerze 29 przekazano do taboru gospodarczego, zaś wagony 25,26 i 28 przekazano do Gorzowa Wielkopolskiego, kolejne dwie sztuki sprzedano tamże w 1949 roku. Podczas odbudowy sukcesywnie wymieniano półokrągłe okna boczne na prostokątne, uzupełniając otwory blachą. W 1954 roku, W związku z dostawami tramwajów typu Konstal N, który w przeciwieństwie do stosowanych dotychczas w Poznaniu pantografów wyposażonych w rolki, posiadał pantografy ślizgowe, przebudowano sieć trakcyjną w całym mieście, a w starszych tramwajach wymieniono system poboru prądu na ten pochodzący z wozów chorzowskich. Kolejne dostawy N-ek pozwoliły na sukcesywne wycofywanie najstarszych tramwajów Typ W zniknął z poznańskich torowisk w 1956, gdy pozostałe w użyciu wozy przekazano do Gorzowa Wielkopolskiego.

## Wagony doczepne

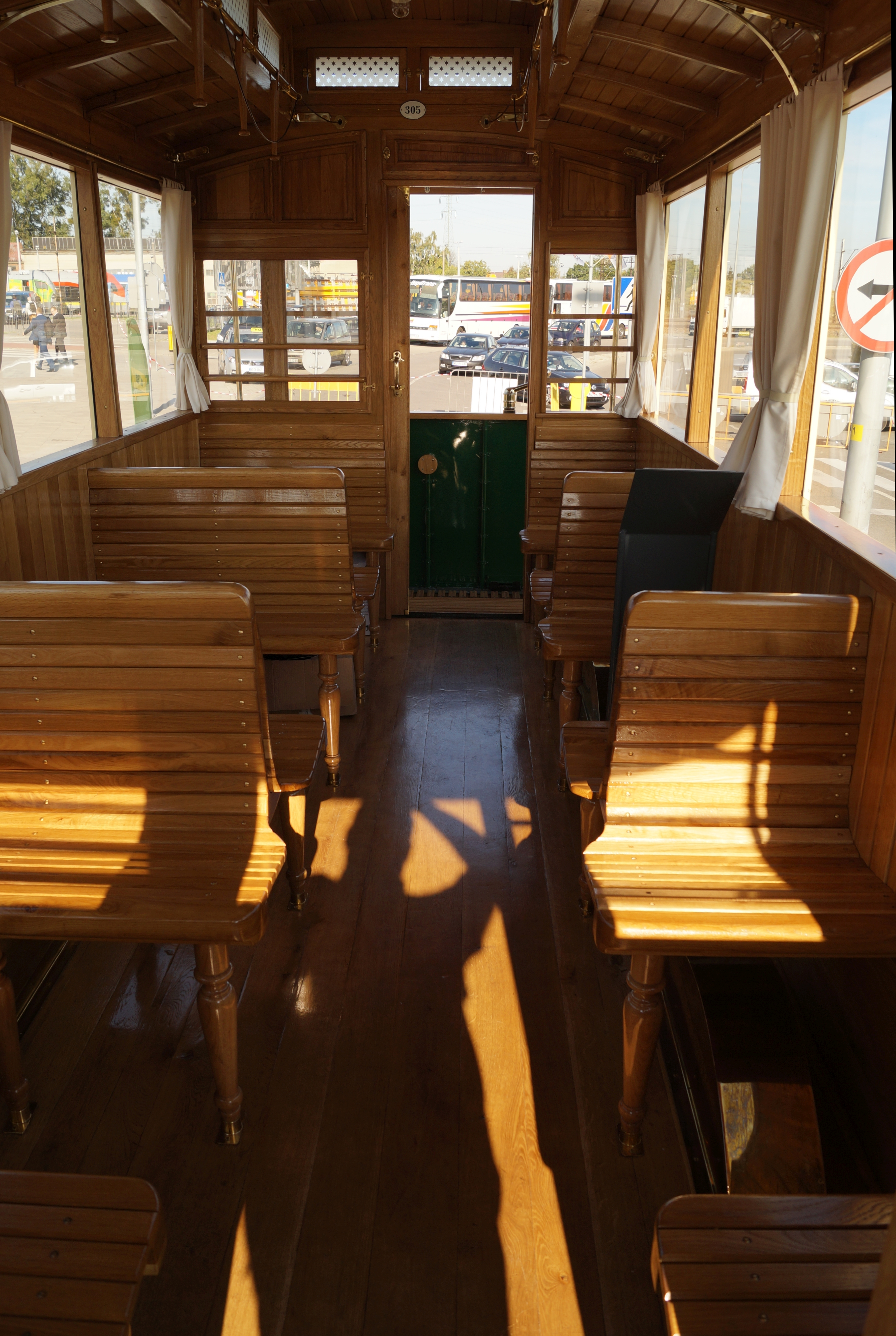
Wnętrze odrestaurowanego wagonu

Pierwsze sześć wagonów doczepnych w zakładach Carla Weyera zamówiono w 1903 roku, nawiązywały wyglądem do wagonów kolejowych typu boczniak, jednak przedziały łączył wewnętrzny korytarz pomiędzy siedzeniami (po jednej stronie montowano dwa siedziska, po drugiej pojedyncze). Otrzymały one numery 64-69, zmienione w 1910 roku na 164-169.
Wraz zamówionymi w 1904 wagonami silnikowymi, które od początku planowano wykorzystać w składach dwuwagonowych, zakupiono także wagony doczepne. Nie były to jednak po prostu pojazdy tego samego typu co wagony silnikowe pozbawione napędu. Różniły się od nich nie tylko brakiem instalacji elektrycznej, ale także wyglądem zewnętrznym, w tym wymiarami. Najbardziej widoczną cechą był kształt okien których górna krawędź, w przeciwieństwie do łukowatego wykończenia wagonów silnikowych, była prosta. W 1905 roku dostarczono 5 sztuk, które otrzymały numer 101-106, w 1907 roku do Poznania dotarła partia sześciu sztuk, które otrzymały numery 107-112. Ostatnia partia z Düsseldorfu dotarła w 1911 roku (wagony 113-118). Ponadto na licencji Carla Weyera zmontowano w warsztacie przy Gajowej czternaście wagonów doczepnych, które weszły do służby w latach 1914–1917 z numerami taborowymi 119-132.
Ponadto w 1918 roku do Poznania sprowadzono grupę dziesięciu używanych wagonów doczepnych. Cztery z nich, o numerach 176-179 w dokumentach z lat 30. XX wieku zakwalifikowano jako wyprodukowane przez fabrykę Carla Weyera jednak nie jest znane miasto skąd sprowadzono owe wagony. Była to zresztą grupa niejednorodna. Wagony 177 i 178 miały pięć prostokątnych okien w układzie wąskie-szerokie-wąskie-szerokie-wąskie, wagon 179 miał trzy duże okna, zaś co do wagonu 176 brak jakiejkolwiek dokumentacji czy zachowanych zdjęć.
W 1924 roku zmieniono numerację wagonów doczepnych, aby zwolnić miejsce dla nowych wozów silnikowych praskiej fabryki R. Ringhoffera. W ten sposób wozy 101-108 prenumerowano na 133-140, a te z przedziału 109-121 na 151-163.
W dniu 1 października 1938 sprzedano 4 z "boczniaków" do Bydgoszczy, zaś pozostałe dwa prawdopodobnie do Torunia. W tym samym roku wóz 177 rozebrano, zaś na jego podwoziu skonstruowano nowy wagon doczepny oznaczony po wojnie jako P2D, przebudowę pozostałych wagonów z dostawy w 1918 roku przeprowadzono według tego samego wzoru podczas okupacji i ukończono do 1942 roku.
W 1941 roku Niemcy zmienili numery taborowe. W nowym systemie wagony doczepne Carl Weyer zajęły przedział 300-331. W tym samym roku wagon 331 został skasowany po wypadku którego doszło na terenie zajezdni przy ul. Głogowskiej. Wojnę przetrwało 31 doczep, które w 1945 otrzymały oznaczenie typ WD. Ponadto cztery doczepki na podwoziach z 1918 oznaczonych jako P2D. Wagony WD zaczęto sukcesywnie wycofywać z ruchu od 1950 roku, zaś ostatni zjechał do zajezdni w 1960 roku.
8 kwietnia 2006 roku na jednym z ogródków działkowych na poznańskim Fabianowie odnaleziono niszczejący wagon nr 305. Tramwaj został przejęty przez MPK i Klub Miłośników Pojazdów Szynowych w Poznaniu, zaś odbudowy w oparciu o zachowane części i dokumentację dokonała spółka-córka MPK – Modertrans Poznań w swojej fabryce w Biskupicach. Wagon zaprezentowano po raz pierwszy w dniu 5 maja 2015 na Międzynarodowych Targach Poznańskich jako uświetnienie obchodów 135-lecia MPK Poznań, zaś pierwszy publiczny przejazd miał miejsce 21 czerwca 2015 podczas parady z tej samej okazji.